# Uloborus berlandi
Uloborus berlandi là một loài nhện trong họ Uloboridae.
Loài này thuộc chi Uloborus. Uloborus berlandi được Carl Friedrich Roewer miêu tả năm 1951.